# Haugschlag
Haugschlag là một thị trấn ở huyện Gmünd thuộc bang Niederösterreich nước Áo. Đô thị Haugschlag có diện tích 22,65 km², dân số năm 2001 là 527 người.